# Namlea Airport
Namlea Airport (engelska: Buru Island) är en flygplats i Indonesien.   Den ligger i provinsen Moluckerna, i den östra delen av landet, 2 300 km öster om huvudstaden Jakarta. Namlea Airport ligger 20 meter över havet. Den ligger på ön Pulau Buru.
Terrängen runt Namlea Airport är platt söderut, men åt nordväst är den kuperad. Havet är nära Namlea Airport åt sydost.